# كلوديوس ميلر إيزلي
كلوديوس ميلر إيزلي (بالإنجليزية: Claudius Miller Easley)‏ هو عسكري أمريكي، ولد في 11 يوليو 1891، وتوفي في 19 يونيو 1945 في أوكيناوا في اليابان.